# AFC女子アジアカップ2014
AFC女子アジアカップ2014（英: AFC Women's Asian Cup 2014）は、2014年5月14日から5月25日にかけて、ベトナム・ホーチミンで開催された第18回目のAFC女子アジアカップである。今大会より、AFC女子アジアカップは前回大会までの2年に1回の開催から4年に1回の開催に変更された。

## 概要
本大会は予選免除の4か国に、予選を勝ち抜いた4か国を加えた計8か国で争われる。この大会は2015年FIFA女子ワールドカップ・カナダ大会のアジア最終予選を兼ねたものであり、上位5か国は本選への出場権を得る。
前回大会準優勝の北朝鮮は、2011年FIFA女子ワールドカップ・ドイツ大会において5選手がドーピング規定に違反したため、2015年FIFA女子ワールドカップを予選（＝AFC女子アジアカップ2014）を含めて出場資格を取り消された。

## 本大会

### 出場国
| 出場国         | 予選                   | 出場回数         |
| -------------- | ---------------------- | ---------------- |
| オーストラリア | 前回大会優勝のため免除 | 4大会連続6回目   |
| 日本           | 前回大会3位のため免除  | 13大会連続15回目 |
| 中華人民共和国 | 前回大会4位のため免除  | 13大会連続13回目 |
| 韓国           | 前回大会5位のため免除  | 11大会連続11回目 |
| ヨルダン       | A組1位                 | 初出場           |
| タイ           | B組1位                 | 7大会連続15回目  |
| ベトナム       | C組1位                 | 7大会連続7回目   |
| ミャンマー     | D組1位                 | 2大会連続4回目   |

### 開催方式
大会の開催方式は以下の通り。
グループリーグ
参加8チームを4チームずつの2組に分け、それぞれ1順の総当たり戦を行う。各組上位2チームは決勝トーナメントに、各組3位のチームはプレーオフに進出する。
プレーオフ
グループステージ各組3位のチームが対戦し、勝者が5位となる。
決勝トーナメント
グループリーグ各組上位2チームが勝ち残り式トーナメントで準決勝・3位決定戦・決勝を行い、1位から4位を決定する。
グループリーグで勝ち点が並んだチームについては、以下の順により順位を決定する。
1. 当該チーム間の対戦における勝ち点
2. 当該チーム間の対戦における得失点差
3. 当該チーム間の対戦における総得点
4. グループリーグ全試合での得失点差
5. グループリーグ全試合での総得点
6. PK戦（2チームのみがこれまでの基準で並んでおり、かつそれらのチームがグループリーグ最終戦で対戦している場合）
7. イエローカード・レッドカードの数による評価
8. 抽選

2013年11月1日に、ベトナムサッカー連盟が日程・会場を発表している。組み合わせ抽選は2013年11月29日に行われる。抽選の結果は以下の通り。

### グループリーグ

#### グループ A
| 順 | チーム         | 試 | 勝 | 分 | 敗 | 得 | 失 | 差  | 点 |
| -- | -------------- | -- | -- | -- | -- | -- | -- | --- | -- |
| 1  | 日本           | 3  | 2  | 1  | 0  | 13 | 2  | +11 | 7  |
| 2  | オーストラリア | 3  | 2  | 1  | 0  | 7  | 3  | +4  | 7  |
| 3  | ベトナム       | 3  | 1  | 0  | 2  | 3  | 7  | −4  | 3  |
| 4  | ヨルダン       | 3  | 0  | 0  | 3  | 2  | 13 | −11 | 0  |

| 2014年5月14日 17:15 |

| ベトナム                                                        | 3 - 1    | ヨルダン          |
| グエン・チ・ムオン 18分 · レ・トゥー・タイン・フォン 36分, 84分 | レポート | Maysa Jbarah 34分 |

| トンニャット・スタジアム（ホーチミン） 観客数: 5,000人 主審: カムヌン・パニパー |

| 2014年5月14日 20:15 |

| オーストラリア                    | 2 - 2    | 日本                                             |
| フォード 21分 · デ・ヴァンナ 64分 | レポート | （ポーキングホーン） 71分 (OG) · 大儀見優季 84分 |

| トンニャット・スタジアム（ホーチミン） 観客数: 2,000人 主審: 秦亮 |

| 2014年5月16日 17:15 |

| ヨルダン               | 1 - 3    | オーストラリア                |
| Stephanie Alnaber 71分 | レポート | ジル 36分, 51分 · ゴリー 61分 |

| トンニャット・スタジアム（ホーチミン） 観客数: 1,200人 主審: 李香玉 |

| 2014年5月16日 20:15 |

| 日本                                                    | 4 - 0    | ベトナム |
| 川澄奈穂美 44分, 87分 · 木龍七瀬 65分 · 大儀見優季 69分 | レポート |          |

| トンニャット・スタジアム（ホーチミン） 観客数: 1,200人 主審: アビラミ・アプバイ・ナイデュ |

| 2014年5月18日 19:15 |

| ベトナム | 0 - 2    | オーストラリア                               |
|          | レポート | （レ・チ・トゥオン） 42分 (OG) · ゴリー 90分 |

| トンニャット・スタジアム（ホーチミン） 観客数: 3,000人 主審: カムヌン・パニパー |

| 2014年5月18日 19:15 |

| 日本                                                                                                  | 7 - 0    | ヨルダン |
| 吉良知夏 25分, 90+3分 · 中島依美 45+1分, 75分 · 阪口夢穂 49分, 81分 · （Enshirah Alhyasat） 69分 (OG) | レポート |          |

| ゴーザウ・スタジアム（ビンズオン） 観客数: 800人 主審: アビラミ・アプバイ・ナイデュ |

#### グループ B
| 順 | チーム         | 試 | 勝 | 分 | 敗 | 得 | 失 | 差  | 点 |
| -- | -------------- | -- | -- | -- | -- | -- | -- | --- | -- |
| 1  | 韓国           | 3  | 2  | 1  | 0  | 16 | 0  | +16 | 7  |
| 2  | 中華人民共和国 | 3  | 2  | 1  | 0  | 10 | 0  | +10 | 7  |
| 3  | タイ           | 3  | 1  | 0  | 2  | 2  | 12 | −10 | 3  |
| 4  | ミャンマー     | 3  | 0  | 0  | 3  | 1  | 17 | −16 | 0  |

| 2014年5月15日 17:15 |

| 韓国 | 12 - 0   | ミャンマー |
| 池笑然 4分 · 朴恩善 17分 (PK), 43分 · 朴熙栄 33分 · 全ガウル 36分 (PK), 40分, 63分 · 趙昭賢 45+3分, 61分, 82分 · 権ハヌル 58分 (PK) · 余珉知 76分 | レポート |            |

| トンニャット・スタジアム（ホーチミン） 観客数: 300人 主審: ケイシー・レイベルト |

| 2014年5月15日 20:15 |

| 中華人民共和国                                                        | 7 - 0                            | タイ |
| 李冬娜 6分 · 李影 8分 · 楊麗 16分, 45+1分, 64分, 90+1分 · 許燕露 75分 | レポート(AFC) レポート(中国協会) |      |

| トンニャット・スタジアム（ホーチミン） 観客数: 300人 主審: リタ・ガニ |

| 2014年5月17日 17:15 |

| ミャンマー | 0 - 3               | 中華人民共和国                        |
|            | レポート 参考サイト | 任桂辛 10分 · 馬暁旭 60分 · 楊麗 87分 |

| トンニャット・スタジアム（ホーチミン） 観客数: 200人 主審: 山岸佐知子 |

| 2014年5月17日 20:15 |

| タイ | 0 - 4    | 韓国                                  |
|      | レポート | 池笑然 11分 · 朴恩善 12分, 47分, 84分 |

| トンニャット・スタジアム（ホーチミン） 観客数: 200人 主審: コン・チ・ズン |

| 2014年5月19日 19:15 |

| 韓国 | 0 - 0    | 中華人民共和国 |
|      | レポート |                |

| トンニャット・スタジアム（ホーチミン） 観客数: 350人 主審: ケイシー・レイベルト |

| 2014年5月19日 19:15 |

| タイ                                   | 2 - 1    | ミャンマー              |
| サンヌン 27分 (PK) · デュエンネパ 59分 | レポート | イー・イー・ウー 45+1分 |

| ゴーザウ・スタジアム（ビンズオン） 観客数: 1,200人 主審: リタ・ガニ |

### プレーオフ
| 2014年5月21日 17:15 |

| ベトナム              | 1 - 2    | タイ                |
| トゥエット・ズン 86分 | レポート | サンヌン 48分, 65分 |

| トンニャット・スタジアム（ホーチミン） 観客数: 18,000人 主審: 山岸佐知子 |

### 決勝トーナメント
|  | 準決勝             | 準決勝             |                    |                    | 決勝 | 決勝 |
|  |                    |                    |                    |                    |      |      |
|  | 5月22日 ホーチミン |                    |                    |                    |      |      |
|  | 日本 (aet)         | 2                  |                    |                    |      |      |
|  | 中華人民共和国     | 1                  |                    |                    |      |      |
|  |                    |                    | 5月25日 ホーチミン |                    |      |      |
|  | 日本               | 1                  |                    |                    |      |      |
|  |                    | オーストラリア     | 0                  |                    |      |      |
|  |                    |                    |                    |                    |      |      |
|  | 3位決定戦          |                    |                    |                    |      |      |
|  | 5月22日 ホーチミン | 5月22日 ホーチミン | 5月25日 ホーチミン | 5月25日 ホーチミン |      |      |
|  | 韓国               | 1                  | 中華人民共和国     | 2                  |      |      |
|  | オーストラリア     | 2                  |                    | 韓国               | 1    |      |

#### 準決勝
| 2014年5月22日 17:15 |

| 日本                           | 2 - 1 (延長) | 中華人民共和国   |
| 澤穂希 51分 · 岩清水梓 120+2分 | レポート     | 李冬娜 80分 (PK) |

| トンニャット・スタジアム（ホーチミン） 観客数: 700人 主審: カムヌン・パニパー |

| 2014年5月22日 20:45 |

| 韓国             | 1 - 2    | オーストラリア                      |
| 朴恩善 53分 (PK) | レポート | ゴリー 47分 · ケロンド＝ナイト 77分 |

| トンニャット・スタジアム（ホーチミン） 観客数: 700人 主審: リタ・ガニ |

#### 3位決定戦
| 2014年5月25日 16:45 |

| 中華人民共和国                    | 2 - 1    | 韓国        |
| （朴恩善） 3分 (OG) · 楊麗 90+3分 | レポート | 柳英雅 80分 |

| トンニャット・スタジアム（ホーチミン） 観客数: 500人 主審: 山岸佐知子 |

#### 決勝
| 2014年5月25日 20:15 |

| 日本          | 1 - 0    | オーストラリア |
| 岩清水梓 28分 | レポート |                |

| トンニャット・スタジアム（ホーチミン） 観客数: 10,000人 主審: 秦亮 |

## 優勝国
| 2014 AFC女子アジアカップ優勝国 |
| ------------------------------ |
| · 日本 · 初優勝                |

## 表彰
| 大会最優秀選手 | 大会得点王           | フェアプレー賞 |
| -------------- | -------------------- | -------------- |
| 宮間あや       | 朴恩善 楊麗（6得点） | 日本           |

## 2015 FIFA女子ワールドカップ出場国
- 日本（優勝）
- オーストラリア（準優勝）
- 中華人民共和国（3位）
- 韓国（4位）
- タイ（5位）

## 日本での放送
- テレビ朝日[注 2]とNHK BS1[注 3]で日本代表戦を放送。またテレ朝チャンネル2でも後日日本代表戦全5試合を録画放送した。